# Urinatores
Los Urinatores (urinator significa en latín buzo o buceador) fueron la primera unidad de buceadores con carácter permanente de que se tiene noticia, según Ávila Recatero (1989). Fueron seleccionadas y entrenadas en distintas partes del Imperio Romano para realizar misiones concretas como la infiltración en ciudades y puertos para el sabotaje o el envío de comunicaciones; pero no eran unidades de operaciones especiales.

## Antecedentes
El empleo de nadadores y buceadores por distintos ejércitos es muy antiguo y hay testimonios de los mismos en pueblos como el griego y el asirio. Por ejemplo, se sabe que grupos de buceadores tírios realizaron incursiones en el segundo espigón levantado por Alejandro Magno para invadir Tiro en el 332 a. C. Estas acciones de sabotaje tuvieron cierto éxito al principio al lograr arrancar los árboles que servían de contención para el relleno con los macedonios levantaban el espigón.
Pese a dichos antecedentes, sorprende que fuese Roma, una potencia eminentemente terrestre, la primera en crear distintos grupos para misiones que requería expertos nadadores y buceadores, las cuales podían conllevar un considerable peligro por la dificultad física inherente y lo protegido de los objetivos.

## Acciones conocidas
La primera misión en que tomaron parte los Urinatores fue en la guerra civil entre Julio César y Pompeyo. Los buceadores nadaron desde la playa hasta las naves de Pompeyo, cortaron los cabos de las anclas y las remolcaron a tierra.
La última acción conocida tuvo lugar en el asedio de Bizancio por el emperador romano Septimio Severo en 195 d. C. Un grupo de urinatores nadaron desde la orilla, se sumergieron frente a los barcos de Septimio Severo, clavaron argollas a sus cascos, cortaron las cuerdas de las anclas para remolcarlos y apresarlos en la orilla.
Se sabe, por las muchas medidas tomadas en los puertos, que las acciones de estos grupos eran numerosas y contundentes. Para impedirlas se utilizaban redes con cascabeles en la bocana de los puertos, centinelas armados con tridentes o rejas en los aliviaderos.

## Misiones
- Infiltración en territorio o ciudades enemigas.
- Exfiltración de los lugares antes citados.
- Inteligencia sobre las defensas, guarniciones, arsenales...
- Envío y recepción de mensajes.
- Transporte de pequeñas cantidades de armas o suministros.
- Sabotaje.

Una primera lectura de estos cometidos muestra cierto parecido con las misiones desempeñadas actualmente por las unidades de operaciones especiales y con ellas las han comparado en alguna ocasión; pero este presunto parecido no significa que los urinatores fueran similares a las actuales SEALS, SAS o Boinas Verdes, ni tampoco constituyen su primer antecedente porque a veces hasta esclavos formaban parte de los urinatores, como advierte Fernando Quesada Sanz.